# Thorsten Fink
Thorsten Fink (ur. 29 października 1967 w Dortmundzie) – niemiecki piłkarz i trener piłkarski.

## Kariera piłkarska
Thorsten zaczynał swoją karierę w Borussii Dortmund, skąd przeszedł do SG Wattenscheid 09. Nowemu klubowi pomógł awansować do Bundesligi w 1990. Gdy klub spadł w 1994 z Bundesligi, Thorsten przeszedł do Karlsruher SC, gdzie spędził 3 sezony, będąc podstawowym graczem. W 1997 roku piłkarz podpisał kontrakt z Bayernem Monachium. Załapał się do podstawowego składu, ale w 2002 został przesunięty do drużyny do rezerw. Do kadry pierwszego zespołu powrócił w 2003 i został podstawowym graczem. Jego kontrakt wygasł w czerwcu 2004 roku, Fink kontynuował jeszcze grę przez 2 sezony w rezerwach Bayernu. Karierę zakończył w sezonie 2005/2006.
Grając w podstawowym składzie Bayernu Monachium, pomógł klubowi w awansie do finału Ligi Mistrzów 1999, gdzie Bayern przegrał z Manchesterem United 1:2. Dwa lata później Bayern znowu awansował do finału Ligi Mistrzów, w którym wygrał po rzutach karnych z Valencią. Fink w finałowym spotkaniu nie wystąpił.
Thorsten zdobył 4 mistrzostwa Niemiec i 3 Puchary Niemiec.

### Statystyki klubowe
| Klub               | Sezon              | Liga               | Liga  | Liga   | Puchar kraju | Puchar kraju | Europa | Europa | Inne  | Inne   | Suma  | Suma   |
| Klub               | Sezon              | Liga               | Mecze | Bramki | Mecze        | Bramki       | Mecze  | Bramki | Mecze | Bramki | Mecze | Bramki |
| ------------------ | ------------------ | ------------------ | ----- | ------ | ------------ | ------------ | ------ | ------ | ----- | ------ | ----- | ------ |
| Borussia Dortmund  | 1987/1988          | Bundesliga         | 0     | 0      | 1            | 0            | –      | –      | –     | –      | 1     | 0      |
| Borussia Dortmund  | Ogólnie            | Ogólnie            | 0     | 0      | 1            | 0            | 0      | 0      | 0     | 0      | 1     | 0      |
| SG Wattenscheid 09 | 1989/1990          | 2. Bundesliga      | 37    | 1      | 2            | 0            | –      | –      | –     | –      | 39    | 1      |
| SG Wattenscheid 09 | 1990/1991          | Bundesliga         | 28    | 4      | 4            | 1            | –      | –      | –     | –      | 32    | 5      |
| SG Wattenscheid 09 | 1991/1992          | Bundesliga         | 32    | 8      | 1            | 0            | –      | –      | –     | –      | 33    | 8      |
| SG Wattenscheid 09 | 1992/1993          | Bundesliga         | 32    | 8      | 1            | 0            | –      | –      | –     | –      | 33    | 8      |
| SG Wattenscheid 09 | 1993/1994          | Bundesliga         | 33    | 5      | 3            | 0            | –      | –      | –     | –      | 36    | 5      |
| SG Wattenscheid 09 | Ogólnie            | Ogólnie            | 162   | 26     | 11           | 1            | 0      | 0      | 0     | 0      | 173   | 27     |
| Karlsruher SC      | 1994/1995          | Bundesliga         | 31    | 5      | 4            | 2            | –      | –      | –     | –      | 35    | 7      |
| Karlsruher SC      | 1995/1996          | Bundesliga         | 29    | 1      | 6            | 1            | –      | –      | –     | –      | 35    | 2      |
| Karlsruher SC      | 1996/1997          | Bundesliga         | 32    | 5      | 5            | 1            | 5      | 2      | –     | –      | 42    | 8      |
| Karlsruher SC      | Ogólnie            | Ogólnie            | 92    | 11     | 15           | 4            | 5      | 2      | 0     | 0      | 112   | 17     |
| Bayern Monachium   | 1997/1998          | Bundesliga         | 33    | 1      | 6            | 1            | 8      | 0      | 2     | 0      | 49    | 2      |
| Bayern Monachium   | 1998/1999          | Bundesliga         | 28    | 0      | 4            | 1            | 10     | 1      | 2     | 0      | 44    | 2      |
| Bayern Monachium   | 1999/2000          | Bundesliga         | 26    | 0      | 4            | 0            | 11     | 1      | 2     | 0      | 43    | 1      |
| Bayern Monachium   | 2000/2001          | Bundesliga         | 24    | 1      | 2            | 1            | 10     | 0      | 2     | 0      | 38    | 2      |
| Bayern Monachium   | 2001/2002          | Bundesliga         | 28    | 2      | 4            | 0            | 12     | 0      | 1     | 0      | 45    | 2      |
| Bayern Monachium   | 2002/2003          | Bundesliga         | 10    | 0      | 2            | 0            | 3      | 0      | 1     | 0      | 16    | 0      |
| Bayern Monachium   | 2003/2004          | Bundesliga         | 1     | 0      | 0            | 0            | –      | –      | –     | –      | 1     | 0      |
| Bayern Monachium   | Ogólnie            | Ogólnie            | 150   | 4      | 22           | 3            | 54     | 2      | 10    | 0      | 236   | 9      |
| Ogólnie w karierze | Ogólnie w karierze | Ogólnie w karierze | 404   | 41     | 49           | 8            | 59     | 4      | 10    | 0      | 522   | 53     |

## Kariera trenerska
Thorsten zaczynał pracę trenerską w juniorach Red Bull Salzburg, gdzie następnie został asystentem trenera pierwszego składu.
W 2008 roku Fink został pierwszym trenerem FC Ingolstadt 04, z którego został zwolniony 21 kwietnia 2009 roku.
9 czerwca został trenerem FC Basel. W pierwszym sezonie pracy zdobył z FCB puchar i mistrzostwo Szwajcarii.
13 października 2011 roku podpisał kontrakt z niemieckim klubem Hamburger SV, z którego został zwolniony 17 września 2013, po porażce z Borussią Dortmund 2:6.